# Eutrioza opima
Eutrioza opima är en insektsart som beskrevs av Loginova 1964. Eutrioza opima ingår i släktet Eutrioza och familjen spetsbladloppor. Inga underarter finns listade i Catalogue of Life.